# Trần Đình Văn
Trần Đình Văn (sinh ngày 17 tháng 6 năm 1966) là chính trị gia nước Cộng hòa xã hội chủ nghĩa Việt Nam. Ông từng là Phó Bí thư thường trực Tỉnh ủy Lâm Đồng, Trưởng Đoàn Đại biểu Quốc hội tỉnh Lâm Đồng, Ủy viên Ủy ban Tư pháp của Quốc hội, Đại biểu Quốc hội khóa XV từ Lâm Đồng. 
Trần Đình Văn là đảng viên Đảng Cộng sản Việt Nam, học vị Cử nhân Ngữ văn, Cử nhân Luật, Cử nhân Chính trị học, Thạc sĩ Luật học, Cao cấp lý luận chính trị. Ông có sự nghiệp đều công tác ở tỉnh Lâm Đồng. 

## Xuất thân và giáo dục
Trần Đình Văn sinh ngày 17 tháng 6 năm 1966, quê quán ở xã Hương Vinh, huyện Hương Trà, nay là thị xã của tỉnh Thừa Thiên Huế. Ông lớn lên và tốt nghiệp phổ thông ở Đà Lạt, theo học đại học ở Thành phố Hồ Chí Minh, có ba bằng đại học gồm Cử nhân Ngữ văn, Cử nhân Luật, Cử nhân Chính trị chuyên ngành Xây dựng Đảng và chính quyền nhà nước, học cao học và nhận bằng Thạc sĩ Luật học. Ông được kết nạp Đảng Cộng sản Việt Nam vào ngày 4 tháng 7 năm 1994, trở thành đảng viên chính thức sau đó 1 năm, từng theo học các khóa chính trị ở Học viện Chính trị Quốc gia Hồ Chí Minh và tốt nghiệp Cao cấp lý luận chính trị.

## Sự nghiệp
Tháng 9 năm 1990, sau khi tốt nghiệp đại học ở Thành phố Hồ Chí Minh, Trần Đình Văn trở lại Lâm Đồng, được tuyển dụng công chức vào Ủy ban nhân dân tỉnh Lâm Đồng, bổ nhiệm làm Chuyên viên Văn phòng Thanh tra tỉnh Lâm Đồng. Tháng 3 năm 1993, ông là Thanh tra viên Văn phòng Thanh tra tỉnh, rồi thăng chức Phó Chánh Văn phòng Thanh tra tỉnh từ tháng 6 năm 1997, là quyền Chánh Văn phòng từ tháng 12 năm 1998 và Chánh Văn phòng từ tháng 2 năm 2000. Tháng 8 năm 2005, ông được điều về thành phố Đà Lạt, nhậm chức Chánh Thanh tra thành phố Đà Lạt, đến tháng 7 năm 2009 thì được bổ nhiệm làm Phó Chủ tịch Ủy ban nhân dân thành phố Đà Lạt. Đến tháng 8 năm 2013, ông được điều lên Tỉnh ủy Lâm Đồng, nhậm chức Phó Chánh Văn phòng Tỉnh ủy. Tháng 10 năm 2015, tại Đại hội Đảng bộ tỉnh Lâm Đồng lần thứ nhiệm kỳ 2015–2020, ông được bầu vào Ban Chấp hành Đảng bộ tỉnh, được phân công làm Bí thư Đảng ủy, Chánh Văn phòng Tỉnh ủy Lâm Đồng.
Tháng 7 năm 2019, Trần Đình Văn được bầu bổ sung vào Ban Thường vụ Tỉnh ủy, tiếp tục là Chánh Văn phòng Tỉnh ủy. Sang tháng 10 năm 2020, tại Đại hội Đảng bộ tỉnh Lâm Đồng lần thứ nhiệm kỳ 2020–2025, ông tái đắc cử Thường vụ Tỉnh ủy, nhậm chức Phó Bí thư thường trực Tỉnh ủy Lâm Đồng. Năm 2021, với sự giới thiệu của Tỉnh ủy, ông ứng cử đại biểu quốc hội từ Lâm Đồng, tại đơn vị bầu cử số 3 gồm thành phố Bảo Lộc và các huyện Bảo Lâm, Đạ Huoai, Đạ Tẻh, Cát Tiên, rồi trúng cử Đại biểu Quốc hội khóa XV với tỷ lệ 80,55%. Trong nhiệm kỳ này, ông được phân công là Ủy viên Ủy ban Tư pháp của Quốc hội và Trưởng Đoàn Đại biểu Quốc hội tỉnh Lâm Đồng.
Ngày 26/9/2024, Ủy ban Thường vụ Quốc hội đã ban hành nghị quyết về việc cho thôi làm nhiệm vụ đại biểu Quốc hội khóa XV đối với ông Trần Đình Văn.
Ban Bí thư Trung ương Đảng quyết định cho ông Trần Đình Văn (58 tuổi) thôi giữ chức Ủy viên Ban Chấp hành, Ban Thường vụ Tỉnh ủy và Phó Bí thư thường trực Tỉnh ủy Lâm Đồng nhiệm kỳ 2020-2025; nghỉ hưu kể từ ngày 1/10/2024.